# Függetlenek Technikai Csoportja (1979–1984)
A Függetlenek Technikai Csoportja (angolul: Technical Group of Independents, franciául: Groupe de la coordination technique pour la défense des groupes et membres indépendants) egy heterogén politikai csoport volt az Európai Parlamentben 1979 és 1984 között.

## Története
A Függetlenek Technikai Csoportja 1979-ben alakult az első európai parlamenti választást követően. A középtől a radikális baloldalig terjedő pártok koalíciója volt, amelyek nem csatlakoztak egyetlen jelentős nemzetközi pártszövetséghez sem. 1984-ben a tagok többsége csatlakozott a Szivárvány Képviselőcsoporthoz. 

## Tagok

### 1. Európai Parlament (1979–1984)
| Ország                     | Párt                     | Ideológia                                   | Képviselők száma |
| -------------------------- | ------------------------ | ------------------------------------------- | ---------------- |
| Belgium                    | Nép Szövetség            | flamand nacionalizmus liberalizmus          | 1 / 24           |
| Dánia                      | EU ellenes Népi Mozgalom | euroszkepticizmus                           | 4 / 16           |
| Írország                   | Független (Fianna Fáil)  | ír republikanizmus konzervatív liberalizmus | 1 / 15           |
| Olaszország                | Olasz Radikális Párt     | liberalizmus libertarianizmus               | 3 / 81           |
| Olaszország                | Proletárdemokrácia       | kommunizmus trockizmus ökoszocializmus      | 1 / 81           |
| Olaszország                | Proletár Egységpárt      | kommunizmus szocializmus                    | 1 / 81           |
| Európai Gazdasági Közösség | Összesen                 | Összesen                                    | 11 / 410         |

A Függetlenek Technikai Csoportja 1987. szeptember 17-től november 17-ig. Olyan pártokat tömörített, melyek függetlenként voltak jelen az Európai Parlamentben:
| Ország                     | Párt                        | Ideológia                                                         | Képviselők száma |
| -------------------------- | --------------------------- | ----------------------------------------------------------------- | ---------------- |
| Belgium                    | Tovább (Vooruit)            | szociáldemokrácia harmadikutasság                                 | 2 / 24           |
| Hollandia                  | Református Politikai Párt   | keresztény jobboldal euroszkepticizmus                            | 1 / 25           |
| Olaszország                | Olasz Radikális Párt        | liberalizmus libertarianizmus                                     | 3 / 81           |
| Egyesült Királyság         | Demokratikus Unionista Párt | brit nacionalizmus nemzeti konzervativizmus jobboldali populizmus | 1 / 81           |
| Európai Gazdasági Közösség | Összesen                    | Összesen                                                          | 7 / 434          |